# 墨西哥石龙子属
墨西哥石龙子属（学名：Anelytropsis）为石龙子科的一个属。

## 下属物种
本属包括以下物种：
- 墨西哥盲蜥 Anelytropsis papillosus Cope, 1885，墨西哥石龙子